# 변협 (조선)
변협(邊協, 1528년 ~ 1590년 9월 5일)은 조선의 무신으로, 자는 화중(和中), 본관은 원주(原州)이다. 변이(邊頤)의 5대손이자 변응성(邊應星)의 아버지이다.

## 생애
1548년 무과에 급제하고 선전관을 거쳐, 1555년(명종 10)에 해남현감이 되었다. 을묘왜변(乙卯倭變)이 일어났을 때 왜선(倭船) 600여 척이 전라도에 해남으로 침입했는데, 이를 격퇴한 공으로 장흥부사가 되었고, 왜적의 포로가 되었던 명나라 사람들을 본국으로 돌려보내 명나라로부터 은과 비단을 상으로 받았다.
1563년(명종 18) 만포첨사(滿浦僉使)를 지낸 뒤, 이듬해 제주목사가 되었는데 1565년 문정왕후(文定王后)가 죽고 보우(普雨)가 제주도에 귀양오자 불교를 배척하려는 분위기가 조정에 가득한 점을 알고 불법으로 그를 참살하였다.
1587년(선조 20) 전라우방어사(全羅右防禦使)가 되어 녹도(鹿島)·가리포의 왜구를 격퇴했으며, 그 뒤 공조판서 겸 도총관과 포도대장을 역임하였다. 일찍이 파주목사(坡州牧使)로 재직할 때 이이(李珥)로부터『주역계몽(周易啓蒙)』을 강론받았으며, 천문·지리·산수에도 정통하였다.
변방 10여 군현을 순시해 산천 도로의 형세를 조사하고 도표로 만들어 적침에 대비하였다. 또, 천문을 관측해 변란을 예측하기도 했는데, 그가 죽은 지 2년 뒤에 과연 임진왜란이 일어났다. 왜란 때 신립(申砬)이 군사를 이끌고 문경새재로 떠날 때 적을 가볍게 여기는 것을 본 선조가 변협을 양장(良將)이라 칭찬하며, 그가 없음을 아쉬워하였다.
사후 여러 차례 추증되어 영의정(領議政)에 이르렀으며, 1796년(정조 20) 양정(襄靖)이라는 시호를 받았다.

## 참고 문헌
- 『명종실록(明宗實錄)』
- 『선조실록(宣祖實錄)』